# Temporada 1999 del Campeonato de Galicia de Rally
La temporada 1999 fue la edición 21º del Campeonato de Galicia de Rally. Comenzó el 13 de marzo en el Rally do Cocido y terminó el 2 de octubre en el Rally de Noia.

## Calendario
| N.º | Fecha            | Rally                     | Resultados |
| --- | ---------------- | ------------------------- | ---------- |
| 1   | 13 de marzo      | 4.º Rally do Cocido       | Resultados |
| 2   | 1 de mayo        | 13.º Rally Botafumeiro    | Resultados |
| 3   | 29 de mayo       | 12.º Rally Narón Indunor  | Resultados |
| 4   | 26 de agosto     | 8.º Rally do Albariño     | Resultados |
| 5   | 4 de septiembre  | 21.º Rally de San Froilán | Resultados |
| 6   | 18 de septiembre | 30.º Rally de Ferrol      | Resultados |
| 7   | 2 de octubre     | 16.º Rally de Noia        | Resultados |

## Clasificación
| Pos. | Piloto            | 1 COC | 2 BOT | 3 NAR | 4 ALB | 5 LUG | 6 FER | 7 NOI | Ptos. |
| ---- | ----------------- | ----- | ----- | ----- | ----- | ----- | ----- | ----- | ----- |
| 1.   | Germán Castrillón | 1     |       | 1     | 2     | 1     | 1     | 1     | 1212  |
| 2.   | Manuel Senra      | 2     | 1     | 2     | 1     |       | 2     | Ret   | 957   |